# Marie Destrée
Marie Destrée (née à Bruxelles le 5 décembre 1853, date et lieu de décès inconnus) est une des toutes premières étudiantes de l’Université libre de Bruxelles.

## Biographie
Marie Catherine Elisabeth Destrée est née à Bruxelles le 5 décembre 1853, rue Marché aux Herbes. Elle est l'aînée d'une famille de six enfants. Son père, Jacques Joseph Marie Destrée, est transporteur, sa mère possède un magasin de lingerie. 
Marie Destrée appartient à la classe moyenne libérale aisée et elle fréquente l’école. Après l’école primaire, Marie Destrée suit les cours de l’enseignement moyen du Cours d’Éducation pour jeunes filles, institution communale fondée par Isabelle Gatti de Gamond. Lorsqu’elle est fondée, en 1864, cette école est la première à dispenser un enseignement moyen non catholique pour jeunes filles,.
Marie Destrée enseigne pendant quelque temps, peut-être à l’école de Gatti de Gamond. En 1880-1881, elle suit les cours de candidature en sciences naturelles à l’Université libre de Bruxelles qui vient d'ouvrir ses portes aux étudiantes. Elle y rejoint Emma Leclercq qui essaie, depuis 1878, de s'inscrire en faculté de sciences et Louise Popelin. Isala Van Diest s'inscrit également en médecine pour faire valider son diplôme obtenu en Suisse.
Malgré d'excellents notes, Marie Destrée, cependant, n'achève pas ses études universitaires, de même que Sidonie Verhelst, la première étudiante de l'université de Gand. Il faut dire que les conditions d'étude pour les femmes sont difficiles dans ces premiers temps : chahutées par les étudiants, les étudiantes sont assises seules au premier rang, entrent et sortent avec les professeurs, pour ne pas être mêlées aux étudiants masculins.